# Населення Острова Різдва
Населення Острова Різдва. Чисельність населення країни 2015 року становила 2,2 тис. осіб (233-тє місце у світі). Чисельність остров'ян стабільно збільшується, природний приріст — 1,11 % (110-те місце у світі) .  Дані про коефіцієнт потенційної народжуваності відсутні

## Природний рух

### Відтворення
Природний приріст населення в країні 2014 року становив 1,11 % (110-те місце у світі). Дані про очікувану середню тривалість життя 2015 року відсутні.

### Вікова структура

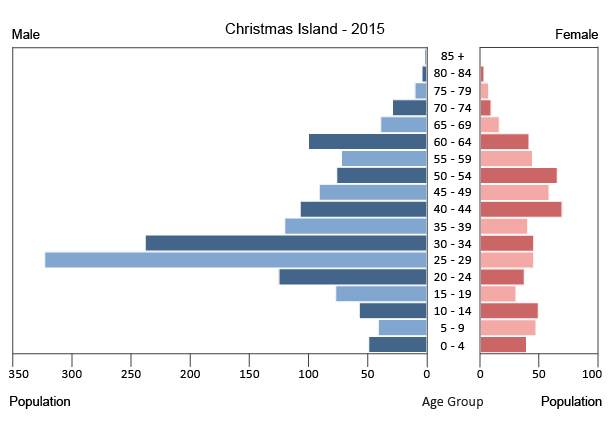
Віково-статева піраміда населення острова Різдва, 2016 рік

Вікова структура населення острова Різдва, станом на 2015 рік, мала такий вигляд:
- діти віком до 14 років — 12,79 % (147 чоловіків, 135 жінок);
- молодь віком 15—24 роки — 12,2 % (202 чоловіки, 67 жінок);
- дорослі віком 25—54 роки — 57,91 % (955 чоловіків, 321 жінка);
- особи передпохилого віку (55—64 роки) — 11,66 % (172 чоловіки, 85 жінок);
- особи похилого віку (65 років і старіші) — 5,44 % (84 чоловіки, 36 жінок)[1].

## Розселення
Густота населення країни 2015 року становила 15,1 особи/км² (209-те місце у світі).

## Урбанізація
Найбільше місто острова — Флаінг-Фіш-Коув (приблизно 500 осіб).

### Міграції

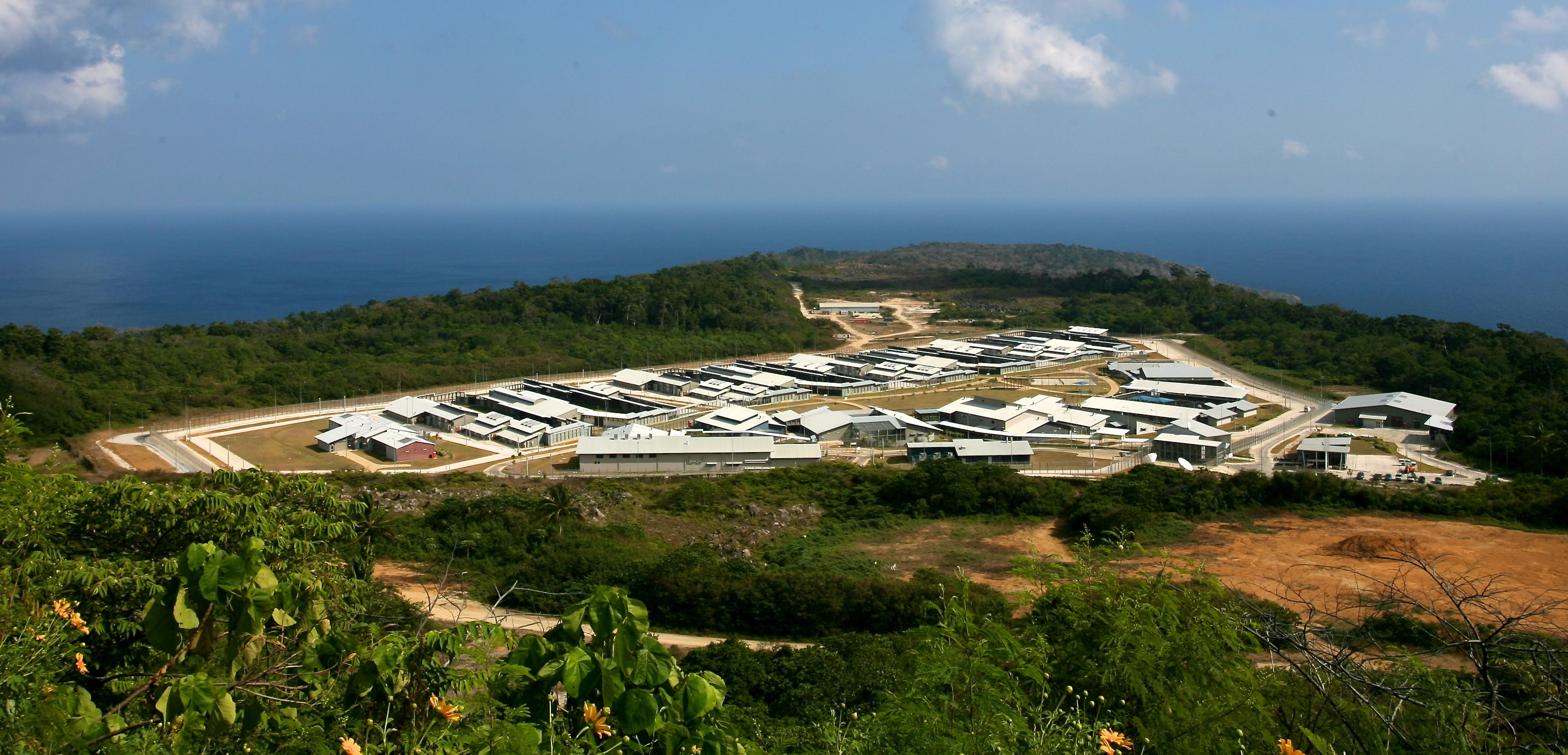
Міграційний центр для нелегальних мігрантів

За даними австралійського перепису 2011 року, чисельність постійного населення становила 2072 мешканці. У той самий час на острові з 2001 року на території колишнього фосфатного родовища діє в'язниця австралійського міграційного управління (англ. Christmas Island Immigration Reception and Processing Centre), в якому одночасно може перебувати до 2 тис. нелегальних мігрантів, які здебільшого прибувають на острів з південно-східної Азії, так звані «люди в човнах» (англ. boat people).

## Расово-етнічний склад
| Етнічний склад (2012 рік) | Етнічний склад (2012 рік) | Етнічний склад (2012 рік) | Етнічний склад (2012 рік) | Етнічний склад (2012 рік) |
| ------------------------- | ------------------------- | ------------------------- | ------------------------- | ------------------------- |
| Етнос:                    |                           |                           | Відсоток:                 |                           |
| китайці                   | китайці                   |                           | 70%                       | 70%                       |
| європейці                 | європейці                 |                           | 20%                       | 20%                       |
| малайці                   | малайці                   |                           | 10%                       | 10%                       |

 острів Різдва
Головні етноси країни: китайці — 70 %, європейці — 20 %, малайці — 10 % населення (оціночні дані за 2001).

## Мови
| Мови острова Різдва (2015 рік) | Мови острова Різдва (2015 рік) | Мови острова Різдва (2015 рік) | Мови острова Різдва (2015 рік) | Мови острова Різдва (2015 рік) |
| ------------------------------ | ------------------------------ | ------------------------------ | ------------------------------ | ------------------------------ |
| Мова:                          |                                |                                | Відсоток:                      |                                |
| англійська                     | англійська                     |                                | %                              | %                              |
| китайська                      | китайська                      |                                | %                              | %                              |
| малайська                      | малайська                      |                                | %                              | %                              |

Офіційна мова: англійська. Інші поширені мови: китайська, малайська.

## Релігії
| Релігії в Острові Різдва (2012 рік) | Релігії в Острові Різдва (2012 рік) | Релігії в Острові Різдва (2012 рік) | Релігії в Острові Різдва (2012 рік) | Релігії в Острові Різдва (2012 рік) |
| ----------------------------------- | ----------------------------------- | ----------------------------------- | ----------------------------------- | ----------------------------------- |
| Віросповідання:                     |                                     |                                     | Відсоток:                           |                                     |
| буддисти                            | буддисти                            |                                     | 16.9%                               | 16.9%                               |
| християни                           | християни                           |                                     | 16.4%                               | 16.4%                               |
| мусульмани                          | мусульмани                          |                                     | 14.8%                               | 14.8%                               |
| інші                                | інші                                |                                     | 1.3%                                | 1.3%                                |
| атеїсти                             | атеїсти                             |                                     | 9.2%                                | 9.2%                                |
| агностики                           | агностики                           |                                     | 41.5%                               | 41.5%                               |

Головні релігії й вірування, які сповідує, і конфесії та церковні організації, до яких відносить себе населення країни: буддизм — 16,9 %, християнство — 16,4 %, іслам — 14,8 %, інші — 1,3 %, не сповідують жодної — 9,2 %, не визначились — 41,5 % (станом на 2011 рік).

## Охорона здоров'я
Дані про смертність немовлят до 1 року, станом на 2015 рік, відсутні.

### Захворювання
Кількість хворих на СНІД невідома, дані про відсоток інфікованого населення в репродуктивному віці 15—49 років відсутні. Дані про кількість смертей від цієї хвороби за 2014 рік відсутні.

## Соціально-економічне становище
До грудня 1987 року, дати закриття кар'єру, видобуток фосфатів був єдиним важливим видом економічної діяльності на острові. 1991 року видобуток поновився. З 1993 по 1998 рік працював тропічний курорт і казино. 2011 року курорт поновив роботу без казино. 2001 року Росія і Австралія без успіху намагались реалізувати проєкт екваторіального космодрому.
Рівень проникнення інтернет-технологій низький. Станом на липень 2015 року в країні налічувалось 790 унікальних інтернет-користувачів (217-те місце у світі), що становило 35,8 % загальної кількості населення країни.

### Трудові ресурси
Дані про трудові ресурси 2015 року відсутні.

## Гендерний стан
Дані про Статеве співвідношення населення острова відсутні.

## Демографічні дослідження
Демографічні дослідження в країні ведуться рядом державних і наукових установ Австралії:
- Австралійське бюро статистики;
- Сіднейський університет.

### Переписи
Останній перепис цієї території австралійський уряд провів 2011 року.

### Українською
- Атлас. 10-11 клас. Економічна і соціальна географія світу / упорядники :  О. Я. Скуратович, Н. І. Чанцева. — К. : ДНВП «Картографія», 2010. — ISBN 978-966-475-639-3.
- Атлас світу / голов. ред. І. С. Руденко ; зав. ред. В. В. Радченко ; відп. ред. О. В. Вакуленко. — К. : ДНВП «Картографія», 2005. — 336 с. — ISBN 9666315467.
- Безуглий В. В. Економічна і соціальна географія зарубіжних країн : Навчальний посібник. — К. : ВЦ «Академія», 2007. — 704 с. — ISBN 978-966-580-239-6.
- Безуглий В. В., Козинець С. В. Регіональна економічна і соціальна географія світу : Навчальний посібник. — видання 2-ге, доп., перероб. — К. : ВЦ «Академія», 2007. — 688 с. — ISBN 966-580-144-9.
- Головченко В. І., Кравчук О. Країнознавство: Азія, Африка, Латинська Америка, Австралія і Океанія. — К., 2006. — 335 с. — ISBN 966-8939-04-2.
- Гудзеляк І. І. Географія населення: Навчальний посібник / І. Гудзеляк. — Л. : Видавничий центр ЛНУ імені Івана Франка, 2008. — 232 с. — ISBN 978-966-613-599-8.
- Дахно І. І. Країни світу: Енциклопедичний довідник / І. І. Дахно, С. М. Тимофієв. — К. : Мапа, 2011. — 606 с. — (Бібліотека нового українця) — ISBN 978-966-8804-23-6.
- Дахно І. І. Економічна географія зарубіжних країн : навчальний посібник. — К. : Центр учбової літератури, 2014. — 319 с. — ISBN 978-611-01-0682-5.
- Джаман В. О. Регіональні системи розселення: демографічні аспекти. — Чернівці : Рута, 2003. — 392 с. — ISBN 9665685988.
- Дорошенко Л. С. Демографія: Навчальний посібник. — К. : МАУП, 2005. — 112 с. — ISBN 966-608-442-2.
- Дубович І. А. Країнознавчий словник-довідник. — 5-те вид., перероб. і доп. — К. : Знання, 2008. — 839 с. — ISBN 978-966-346-330-8.
- Економічна і соціальна географія країн світу. Навчальний посібник / За ред. Кузика С. П. — Л. : Світ, 2002. — 672 с. — ISBN 966-603-178-7.
- Загальна медична географія світу / В. О. Шевченко [та ін.] — К. : [б.в.], 1998. — 178 с.
- Ігнатьєв П. М. Країнознавство: Країни Азії. — Ч. : Книги-XXI, 2004. — 383 с. — ISBN 966-8029-53-4.
- Книш М. М., Мамчур О. І. Регіональна економічна і соціальна географія світу (Латинська Америка та Карибські країни, Африка, Азія, Океанія) : навч. посіб. — Л. : ЛНУ ім. Івана Франка, 2013. — 368 с. — ISBN 978-617-10-0007-0.
- Крисаченко В. С. Динаміка населення: Популяційні, етнічні та глобальні виміри. — К. : Видавництво Національного інституту стратегічних досліджень, 2005. — 368 с. — ISBN 966-554-083-1.
- Любіцева О. О., Мезенцев К. В., Павлов С. В. Географія релігій. — К. : АртЕК, 1999. — 504 с. — ISBN 966-505-006-0.
- Масляк П. О. Країнознавство. — К. : Знання, 2007. — 292 с. — (Вища освіта XXI століття)
- Масляк П. О., Дахно І. І. Економічна і соціальна географія світу / П. О. Масляк, І. І. Дахно ; за ред. П. О. Масляка. — К. : Вежа, 2003. — 280 с. — ISBN 966-7091-53-8.

### Російською
- (рос.) Австралия // Демографический энциклопедический словарь / главн. ред. Валентей Д. И. — М. : Советская энциклопедия, 1985. — 608 с.
- (рос.) Малаховский К. В. Остров Рождества // Страны и народы. Австралия и Океания. Антарктида / Редкол. П. И. Пучков (отв. ред.) и др. — М. : «Мысль». — 301 с. — (Страны и народы) — 180 тис. прим.
- (рос.) Атлас народов мира / Отв. ред. С. И. Брук и В. С. Апенченко. — М. : ГУГК ГГК СССР и Институт этнографии им. Н. Н. Миклухо-Маклая АН СССР, 1964. — 185 с. — 20 тис. прим.
- (рос.) Численность и расселение народов мира. Этнографические очерки / под ред. С. И. Брука. — М. : Издательство АН СССР, 1962. — 487 с.
- (рос.) Лаппо Г. М. География городов: Учебное пособие для географических факультетов вузов. — М. : Туманит, изд. центр ВЛАДОС, 1997. — 476 с. — ISBN 5-691-00047-0.
- (рос.) Ягельский А. География населения. — М. : Прогресс, 1980. — 383 с.